# Belgiens Grand Prix 1982
Belgiens Grand Prix 1982 var det femte av 16 lopp ingående i formel 1-VM 1982.  

## Resultat
1. John Watson, McLaren-Ford, 9 poäng
2. Keke Rosberg, Williams-Ford, 6
3. Eddie Cheever, Ligier-Matra, 4
4. Elio de Angelis, Lotus-Ford, 3
5. Nelson Piquet, Brabham-BMW, 2
6. Chico Serra, Fittipaldi-Ford, 1
7. Marc Surer, Arrows-Ford
8. Raul Boesel, March-Ford
9. Jacques Laffite, Ligier-Matra

### Förare som bröt loppet
- Derek Daly, Williams-Ford (varv 60, snurrade av)
- Jochen Mass, March-Ford (60, motor)
- Alain Prost, Renault (59, snurrade av)
- Riccardo Patrese, Brabham-BMW (52, snurrade av)
- Mauro Baldi, Arrows-Ford (51, gasspjäll)
- Jean-Pierre Jarier, Osella-Ford (37, trasig vinge)
- Andrea de Cesaris, Alfa Romeo (34, växellåda)
- Brian Henton, Tyrrell-Ford (33, motor)
- Michele Alboreto, Tyrrell-Ford (29, motor)
- Derek Warwick, Toleman-Hart (29, transmission)
- Teo Fabi, Toleman-Hart (13, bromsar)
- Nigel Mansell, Lotus-Ford (9, koppling)
- René Arnoux, Renault (7, turbo)
- Manfred Winkelhock, ATS-Ford (0, koppling)
- Bruno Giacomelli, Alfa Romeo (0, kollision)
- Eliseo Salazar, ATS-Ford (0, kollision)
- Didier Pironi, Ferrari (0, drog sig tillbaka efter Gilles Villeneuves olycka)

### Förare som diskvalificerades
- Niki Lauda, McLaren-Ford (varv 70, för lätt bil)

### Förare som ej kvalificerade sig
- Gilles Villeneuve, Ferrari (fatal olycka)
- Roberto Guerrero, Ensign-Ford
- Jan Lammers, Theodore-Ford

### Förare som ej förkvalificerade sig
- Riccardo Paletti, Osella-Ford
- Emilio de Villota, March-Ford